# Joe Johnson
Joseph Marcus Johnson, detto Joe (Little Rock, 29 giugno 1981), è un ex cestista statunitense, professionista in NBA.

## Caratteristiche tecniche
È soprannominato Iso Joe per la sua tendenza ad andare in isolamento con l'avversario. Questo fa di lui un ottimo scorer viste anche le medie sia dal campo che al tiro da 3 punti avute in carriera, oltre a essere un giocatore molto clutch per la freddezza con cui andava a segno nei minuti finali delle partite.

## Carriera
Dopo aver giocato per due stagioni nell'Università dell'Arkansas, Johnson è stato chiamato come decima scelta assoluta dai Boston Celtics nel Draft NBA 2001. Mentre giocava per i Razorbacks, Johnson è stato miglior realizzatore del team con 16,0 punti a partita e miglior rimbalzista con 5,7 rimbalzi a partita, diventando il primo "freshman" nella storia della scuola a guidare la squadra in entrambi i campi. E inoltre è stato il primo giocatore dell'Arkansas dopo Corliss Williamson (1994-95), giocatore NBA, a guidare la squadra sia in punti che in rimbalzi.

### Boston Celtics (2001-2002)
Johnson venne scelto alla 10ª chiamata dai Celtics al Draft 2001. Da rookie è partito in quintetto in 33 delle prime 38 gare di Boston, ma il suo minutaggio diminuì quando i Celtics raggiunsero la zona play-off per la prima volta dal 1995. A metà della sua prima stagione venne ceduto ai Phoenix Suns prima della trade dead-line in febbraio.

### Phoenix Suns (2002-2005)
Phoenix Suns insieme alle guardie Randy Brown, Milt Palacio e una prima scelta nel draft per avere l'ala veterana Rodney Rogers e la guardia Tony Delk il 20 febbraio 2002.
Johnson divenne un fattore a Phoenix realizzando in media 16,0 e 17,0 punti nella prime due stagioni con i Suns. Sviluppò anche uno dei più letali tiri da tre dell'NBA. È stato molto apprezzato per la sua abilità nel "ball-handling", il palleggio, considerando anche la sua statura, e per il suo "jump shot", il tiro durante il salto.
Nei play-off della stagione 2004-05, Joe Johnson ebbe bisogno di un intervento al viso: dopo una schiacciata infatti cadde a terra sbattendo in malo modo la faccia. A causa dell'infortunio, Johnson indossò una maschera protettiva per il resto dei play-off. In ogni caso i Suns persero la finale della "conference" a vantaggio dei San Antonio Spurs (futuri campioni NBA) per 4-1.

### Atlanta Hawks (2005-2012)

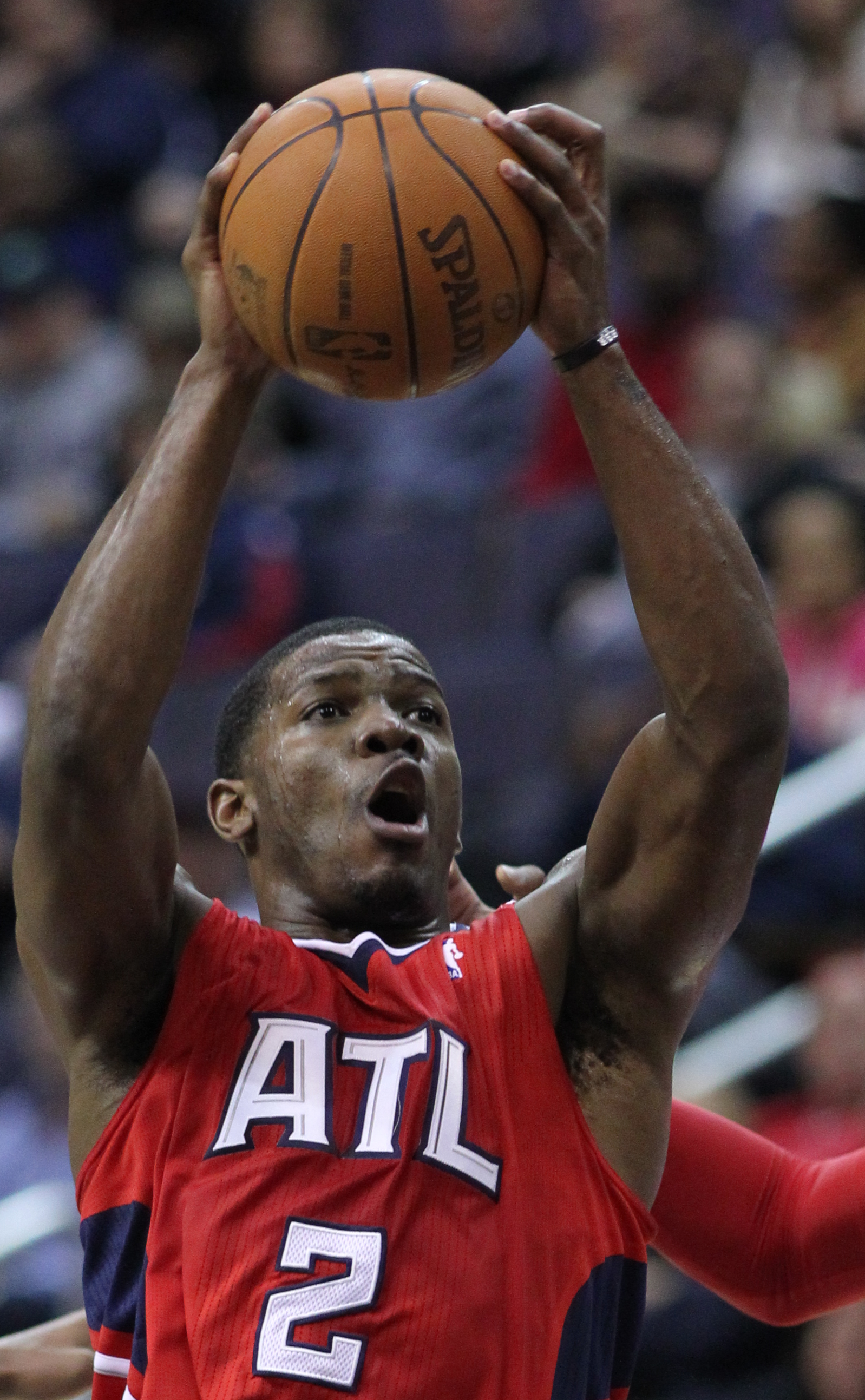
Johnson con la casacca degli Atlanta Hawks

Nell'estate del 2005 Johnson divenne un free agent molto ambito ed espresse il desiderio di lasciare i Suns per assumere un ruolo più importante negli Atlanta Hawks. Il 19 agosto 2005 fu effettuato uno scambio e Johnson rientrò nell'affare sign-and-trade con gli Hawks in cambio di Boris Diaw e due future scelte nel primo round del draft.
Nella prima stagione negli Hawks, Johnson era al comando di varie statistiche interne: era il primo per punti (20,2 a gara), assist (6,5), e rubate (1,26), triple a bersaglio (128), e minuti (40,7). È stato uno degli unici cinque nella lega a realizzare in media almeno 20 punti e sei assist nella stagione 2005-06. Johnson è stato il solo della sua squadra ad aver giocato tutte le 82 partite e ha esteso il suo ancora imbattuto record di gare consecutive giocate a 346 il 25 novembre 2006.
Il 5 marzo 2006 è stato uno dei 23 giocatori NBA chiamati nella nazionale maschile statunitense del biennio 2006-2008.

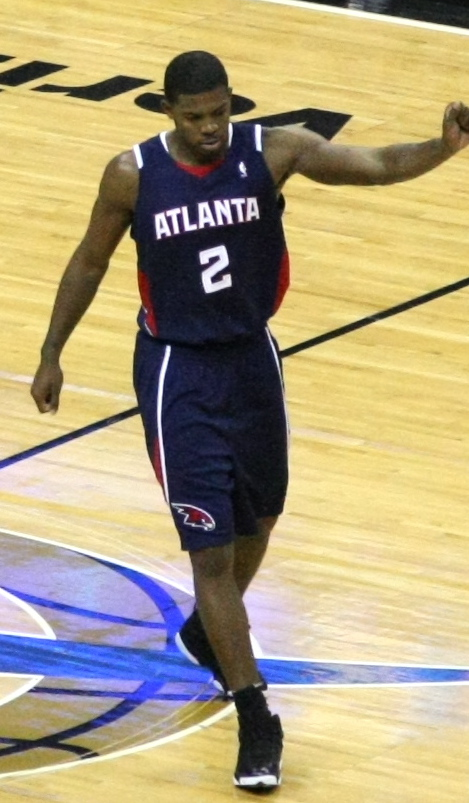
Joe Johnson agli Atlanta Hawks

Ha realizzato il suo career high di 42 punti il 7 marzo 2006 contro i Golden State Warriors. Sei giorni più tardi realizza invece il suo record di assist consegnandone 17 il 13 marzo 2006 contro i Milwaukee Bucks. Ha fatto registrare la sua prima tripla-doppia in carriera il 1º febbraio 2006 con 15 punti, 10 rimbalzi, e 11 assist contro i Charlotte Bobcats.
Durante la stagione successiva (2006-07) fu il leader della squadra per punti segnati (25,0) a cui aggiunse 4 assist e 4 rimbalzi e fu chiamato per la prima volta all'All-star Game nel 2007 nella squadra della Eastern Conference per sostituire l'infortunato Jason Kidd.
Venne convocato poi per i successivi All-star Game, quelli del 2008, 2009, 2010, 2011 e del 2012.
Nel stagione 2007-08 è nominato per due volte giocatore del mese, tenne di media oltre 21,7 punti a partita e condusse i falchi ai playoffs. In gara 4 del primo turno dei playoff contro i Celtics Johnson segnò 35 punti, di cui 20 nell'ultimo quarto per garantire la vittoria agli Hawks per 97-92.
L'anno successivo, il 23 dicembre 2008, mise a referto la sua seconda tripla doppia nella vittoria contro i Thunder: 20 punti,11 assist e 11 rimbalzi. Il 31 gennaio superò il traguardo dei 10.000 punti segnati nella sconfitta contro i Milwaukee Bucks per 110-107 (in cui lui segnò 29 punti).
Il 19 marzo 2010 segnò il canestro decisivo contro gli Charlotte Bobcats.
Il 1º luglio 2010 firmò un'estensione contrattuale di 6 anni con i falchi da 119 milioni di dollari complessivi.

### Brooklyn Nets (2012-2016)
Nell'estate 2012, dopo 7 anni ad Atlanta, si trasferì ai Brooklyn Nets in cambio di Johan Petro, Anthony Morrow e DeShawn Stevenson. Il 3 novembre, al suo debutto, contro i Toronto Raptors, mise a referto 14 punti, 5 rimbalzi e 4 assist. Dopo un avvio di stagione abbastanza lento, nel mese di dicembre aumentò il suo livello di gioco. Durante questa stagione diventò ancora più famoso grazie alle sue giocate "Clutch" : infilò canestri decisivi contro Pistons, Bucks, Wizards e anche in gara 4 dei playoff NBA dove, oltre a segnare 22 punti, mise a segno due fondamentali canestri per portare la partita al secondo supplementare.
Il 15 novembre 2013 segna il canestro decisivo contro la sua ex-squadra, i Phoenix Suns. Il 16 dicembre mette a segno 10 triple nella vittoria casalinga contro i 76ers per un totale di 37 punti. Inoltre il 2 gennaio 2014 mette a segno il canestro decisivo contro i Thunder per garantire ai Nets la vittoria (95-93). Una partita che per la squadra di Brooklyn risulterà decisiva e che segnerà un punto di svolta per la squadra del coach Kidd. Johnson gioca un mese di gennaio stellare che gli garantisce la convocazione al suo settimo All-Star Game. Gioca dei play-off su un alto livello con oltre 21 punti per partita. Risulterà decisivo in gara-7 contro i Raptors e sarà l'ultimo ad arrendersi agli Heat in gara-5, partita conclusa con 34 punti e una serie di canestri in isolamento contro LeBron James.
Durante questa stagione riceve il soprannome di "Joe Jesus" dal suo compagno Kevin Garnett, il quale affermò che nel momento del bisogno "Joe c'è sempre".

### Miami Heat (2016)
Il 27 febbraio 2016, dopo essere stato cercato dai Cleveland Cavaliers futuri campioni NBA, firmò un contratto con i Miami Heat. Il giorno seguente fece il suo debutto con la nuova franchigia, mettendo a segno 12 punti, 3 rimbalzi e 3 assist in 30 minuti di gioco e contribuendo alla vittoria della squadra per 98–81. Il 1º marzo, nella sua seconda partita, mise a referto 24 punti nella vittoria 129–111 contro i Chicago Bulls, che gli consentirono di superare Reggie Theus al 50º posto della classifica dei top-scorer di tutti i tempi nella NBA.

### Utah Jazz (2016-2018)
Il 9 luglio 2016 firmò un biennale da 22 milioni di dollari con gli Utah Jazz. Tornò così dopo 11 anni a giocare in una squadra della Western Conference.
Durante la stagione Johnson ebbe un ruolo assai differente da quello delle ultime 12 stagioni e mezzo: in quanto nel suo ruolo c'era il futuro All-Star Gordon Hayward, Johnson fu la sua riserva, cosa per lui inusuale in quanto nelle ultime 12 stagioni e mezzo aveva sempre giocato da titolare. Tuttavia, in quanto Hayward subì un infortunio al dito durante la pre-season, e così Johnson partì titolare nelle prime uscite della stagione. Nella prima gara della stagione Johnson partì titolare e segnò 29 punti in 30 minuti di impiego nella gara persa in trasferta dalla squadra di Salt Lake City contro i Portland Trail Blazers. Col ritorno dall'infortunio di Hayward Johnson diventò la sua riserva. Il 7 novembre 2016 nella partita vinta in trasferta per 114-109 contro i New York Knicks tornò finalmente in campo Hayward nel quintetto base (e fu decisivo in quanto mise a segno 28 punti) Johnson (che di punti ne segnò 10) partì dalla panchina, cosa che non gli accadeva (All-Star Game escluso) dal 9 dicembre 2003, quando giocava nei Phoenix Suns; in quell'occasione i Suns persero in trasferta contro gli Orlando Magic per 105-98 e Joe, in uscita dalla panchina, mise a segnò 6 punti in 27 minuti. Da lì in poi Johnson giocò 1065 da titolare, playoffs compresi (970 in regular season e 95 nei playoffs), prima che la striscia si interrompesse il 7 novembre contro i Knicks.
Durante la stagione Johnson venne utilizzato da coach Quin Snyder anche da ala grande visti i problemi fisici del 4 titolare dei Jazz Derrick Favors.
Il 9 aprile 2017 nella sconfitta esterna per 101-86 contro i Portland Trail Blazers (squadra contro cui Johnson debuttò in partite ufficiali coi Jazz), Johnson segnò 13 punti e arrivò al traguardo dei 20.000 punti segnati in carriera, diventando il 42º a riuscire in tale impresa. Alla fine della partita ci fu un episodio di grande sportività nei confronti di Johnson: Damian Lillard nella gara segnò 59 punti, realizzando così il proprio career-high di punti oltre che il record di franchigia nella storia dei Trail Blazers; Lillard decise di non portarsi a casa il pallone (usanza tipica per i giocatori che realizzano oltre un tot di punti o che compiono un record come nel caso di Lillard) in quanto lo diede a Joe Johnson, onorando così la sua impresa.
Alla fine della stagione gli Utah Jazz tornarono ai playoffs dopo 5 anni di assenza, in quanto arrivarono quinti a ovest a pari merito coi Los Angeles Clippers con un record di 51 vittorie e 31 sconfitte (ma con lo svantaggio di 3-1 negli scontri diretti). Johnson disputò 23,6 minuti di media (non gli succedeva dalla sua stagione da sophomore, ovvero la stagione 2002-2003 in quanto dal 2003-2004 al 2015-2016 ebbe sempre oltre 30 minuti di media) e andò sotto i 10 punti di media.
Johnson ai playoffs fu importante per i Jazz in quanto diede un enorme contributo alla causa con la sua esperienza, la sua freddezza e i suoi classici isolamenti: in gara-1 contro i Clippers subentrò dalla panchina e segnò 21 punti in 31 minuti, ma soprattutto fu decisivo in quanto negli ultimissimi secondi della partita segnò il buzzer-beater che portò la gara sul punteggio finale di 97-95 per Utah che espugnò così lo Staples Center di Los Angeles. Quel buzzer fu l'ottavo per IsoJoe da 10 anni a quella parte. Johnson andò nuovamente in doppia cifra nei punti in tutte le gare della serie (tranne gara-6, persa in casa dai Jazz per 98-93 e in cui IsoJoe sbagliò l'ultimo tiro di Utah per portare la gara sul 96-96) ovvero gara-2 (13, ma che non bastarono ai Jazz per evitare la sconfitta per 99-91), gara-3 (15, ma anche in questo caso i Jazz persero per 111-106) gara-4 dove fu decisivo per la vittoria per 105-98 dei Jazz in quanto segnò 28 punti (conditi anche da 5 assist e 5 rimbalzi), rendendosi protagonista di un grande quarto quarto, mentre in gara-5 né segnò 14 consentendo così alla squadra di espugnare nuovamente lo Staples questa volta col punteggio di 96-92 (segnando anche un canestro importante negli ultimi istanti della gara), e infine in gara-7 dove con 10 punti, 5 assist e 7 rimbalzi contribuì nuovamente alla causa facendo superare il primo turno alla squadra di Salt Lake City, cosa che non avveniva da 7 anni (in quel caso fu nei PO 2010 dove Utah venne eliminata per 4-0 al secondo turno dai Los Angeles Lakers futuri campioni NBA dopo aver eliminato i Denver Nuggets per 4-2 al primo turno). Tuttavia al turno successivo i Jazz andarono contro i Golden State Warriors che eliminarono la squadra di Salt Lake City per 4-0. In tutto Johnson giocò tutte le 11 partite della squadra, partendo titolare in 2 occasioni.
La stagione successiva perse 21 partite per un infortunio al polso destro.

### Houston Rockets (2018)
L'8 febbraio 2018, venne scambiato ai Sacramento Kings in una trade a tre squadre che coinvolge oltre agli stessi Kings, Utah Jazz e Cleveland Cavaliers. Il 10 febbraio venne annunciato il raggiunto accordo tra Joe Johnson e la dirigenza Sacramento Kings per il buyout, dando la possibilità al giocatore di accasarsi in maglia Rockets. Con i texani, dopo aver incontrato (ed eliminato in 5 gare) i suoi ex compagni degli Utah Jazz, arrivò fino alle finali di conference dove (come l'anno passato a Utah) venne eliminato in gara-7 dai Golden State Warriors.

### Detroit Pistons (2019)
Dopo un anno da free agent, il 19 settembre 2019 firma con i Detroit Pistons che però lo taglieranno dopo più di un mese dall'inizio della regular season.

### Ritorno ai Boston Celtics (2021)
Dopo due anni lontano dal parquet (escludendo le partite per la nazionale statunitense), il 22 dicembre 2021 firma con un contratto di 10 giorni con i Boston Celtics, franchigia nella quale iniziò la sua carriera professionistica.

## Statistiche

### College
| Anno      | Squadra         | PG | PT | MP   | TC%  | 3P%  | TL%  | RP  | AP  | PRP | SP  | PP   |
| --------- | --------------- | -- | -- | ---- | ---- | ---- | ---- | --- | --- | --- | --- | ---- |
| 1999-2000 | Ark. Razorbacks | 23 | 14 | 31,8 | 46,4 | 36,8 | 75,9 | 5,7 | 2,2 | 2,0 | 0,5 | 16,0 |
| 2000-2001 | Ark. Razorbacks | 30 | 27 | 29,1 | 46,8 | 44,3 | 74,7 | 6,4 | 2,6 | 1,4 | 0,4 | 14,2 |
| Carriera  | Carriera        | 53 | 41 | 30,3 | 46,6 | 40,6 | 75,3 | 6,1 | 2,4 | 1,7 | 0,5 | 15,0 |

### NBA

#### Regular Season
| Anno      | Squadra         | PG   | PT   | MP   | TC%  | 3P%  | TL%  | RP  | AP  | PRP | SP  | PP   |
| --------- | --------------- | ---- | ---- | ---- | ---- | ---- | ---- | --- | --- | --- | --- | ---- |
| 2001-2002 | Boston Celtics  | 48   | 33   | 20,9 | 43,9 | 27,3 | 76,9 | 2,9 | 1,5 | 0,7 | 0,2 | 6,3  |
| 2001-2002 | Phoenix Suns    | 29   | 27   | 31,5 | 42,0 | 33,3 | 77,8 | 4,1 | 3,6 | 0,9 | 0,4 | 9,6  |
| 2002-2003 | Phoenix Suns    | 82   | 34   | 27,5 | 39,7 | 36,6 | 77,4 | 3,2 | 2,6 | 0,8 | 0,2 | 9,8  |
| 2003-2004 | Phoenix Suns    | 82   | 77   | 40,6 | 43,0 | 30,5 | 75,0 | 4,7 | 4,4 | 1,1 | 0,3 | 16,7 |
| 2004-2005 | Phoenix Suns    | 82   | 82   | 39,5 | 46,1 | 47,8 | 75,0 | 5,1 | 3,5 | 1,0 | 0,3 | 17,1 |
| 2005-2006 | Atlanta Hawks   | 82   | 82   | 40,7 | 45,3 | 35,6 | 79,1 | 4,1 | 6,5 | 1,3 | 0,4 | 20,2 |
| 2006-2007 | Atlanta Hawks   | 57   | 57   | 41,4 | 47,1 | 38,1 | 74,8 | 4,2 | 4,4 | 1,1 | 0,2 | 25,0 |
| 2007-2008 | Atlanta Hawks   | 82   | 82   | 40,8 | 43,2 | 38,1 | 83,4 | 4,5 | 5,8 | 1,0 | 0,2 | 21,7 |
| 2008-2009 | Atlanta Hawks   | 79   | 79   | 39,5 | 43,7 | 36,0 | 82,6 | 4,4 | 5,8 | 1,1 | 0,2 | 21,4 |
| 2009-2010 | Atlanta Hawks   | 76   | 76   | 38,0 | 45,8 | 36,9 | 81,8 | 4,6 | 4,9 | 1,1 | 0,1 | 21,3 |
| 2010-2011 | Atlanta Hawks   | 72   | 72   | 35,5 | 44,3 | 29,7 | 80,2 | 4,0 | 4,7 | 0,7 | 0,1 | 18,2 |
| 2011-2012 | Atlanta Hawks   | 60   | 60   | 35,5 | 45,4 | 38,8 | 84,9 | 3,7 | 3,9 | 0,8 | 0,2 | 18,7 |
| 2012-2013 | Brooklyn Nets   | 72   | 72   | 36,7 | 42,3 | 37,5 | 82,0 | 3,0 | 3,5 | 0,7 | 0,2 | 16,3 |
| 2013-2014 | Brooklyn Nets   | 79   | 79   | 32,6 | 45,4 | 40,1 | 81,5 | 3,4 | 2,7 | 0,6 | 0,1 | 15,8 |
| 2014-2015 | Brooklyn Nets   | 80   | 80   | 34,9 | 43,5 | 35,9 | 80,1 | 4,8 | 3,7 | 0,7 | 0,2 | 14,4 |
| 2015-2016 | Brooklyn Nets   | 57   | 57   | 33,9 | 40,6 | 37,1 | 85,2 | 3,9 | 4,1 | 0,7 | 0,0 | 11,8 |
| 2015-2016 | Miami Heat      | 24   | 24   | 32,0 | 51,8 | 41,7 | 76,5 | 2,8 | 3,6 | 0,9 | 0,1 | 13,4 |
| 2016-2017 | Utah Jazz       | 78   | 14   | 23,6 | 43,6 | 41,1 | 81,8 | 3,1 | 1,8 | 0,5 | 0,2 | 9,2  |
| 2017-2018 | Utah Jazz       | 32   | 3    | 21,9 | 42,0 | 27,4 | 83,3 | 3,3 | 1,4 | 0,4 | 0,2 | 7,3  |
| 2017-2018 | Houston Rockets | 23   | 1    | 22,0 | 38,1 | 27,9 | 95,2 | 2,8 | 1,7 | 0,3 | 0,0 | 6,0  |
| Carriera  | Carriera        | 1276 | 1091 | 34,7 | 44,1 | 37,1 | 80,2 | 4,0 | 3,9 | 0,8 | 0,2 | 16,0 |
| All-Star  | All-Star        | 7    | 1    | 16,8 | 39,0 | 31,0 | 0,0  | 0,8 | 1,3 | 1,2 | 0,0 | 6,8  |

#### Play-off
| Anno     | Squadra         | PG  | PT | MP   | TC%  | 3P%  | TL%  | RP  | AP  | PRP | SP  | PP   |
| -------- | --------------- | --- | -- | ---- | ---- | ---- | ---- | --- | --- | --- | --- | ---- |
| 2003     | Phoenix Suns    | 6   | 0  | 27,3 | 27,5 | 15,4 | 40,0 | 4,3 | 1,3 | 0,7 | 0,3 | 5,3  |
| 2005     | Phoenix Suns    | 9   | 9  | 39,4 | 50,4 | 55,6 | 69,7 | 4,3 | 3,3 | 1,1 | 0,4 | 18,8 |
| 2008     | Atlanta Hawks   | 7   | 7  | 39,3 | 40,9 | 44,4 | 90,9 | 3,9 | 4,0 | 0,3 | 0,0 | 20,0 |
| 2009     | Atlanta Hawks   | 11  | 11 | 39,0 | 41,7 | 35,3 | 62,2 | 4,5 | 3,5 | 1,3 | 0,0 | 16,4 |
| 2010     | Atlanta Hawks   | 11  | 11 | 40,0 | 38,7 | 22,0 | 81,0 | 5,1 | 5,0 | 0,9 | 0,3 | 17,9 |
| 2011     | Atlanta Hawks   | 12  | 12 | 41,4 | 43,9 | 42,9 | 81,0 | 4,6 | 3,3 | 1,1 | 0,1 | 18,8 |
| 2012     | Atlanta Hawks   | 6   | 6  | 40,5 | 37,3 | 25,0 | 75,0 | 3,5 | 3,5 | 1,3 | 0,2 | 17,2 |
| 2013     | Brooklyn Nets   | 7   | 7  | 38,7 | 41,7 | 25,6 | 88,9 | 3,1 | 2,7 | 1,1 | 0,0 | 14,9 |
| 2014     | Brooklyn Nets   | 12  | 12 | 39,1 | 53,3 | 41,5 | 83,7 | 3,8 | 2,9 | 0,5 | 0,3 | 21,2 |
| 2015     | Brooklyn Nets   | 6   | 6  | 41,5 | 36,2 | 29,3 | 79,2 | 7,7 | 4,8 | 1,2 | 0,0 | 16,5 |
| 2016     | Miami Heat      | 14  | 14 | 35,1 | 43,0 | 28,3 | 87,5 | 4,7 | 2,5 | 0,6 | 0,2 | 12,1 |
| 2017     | Utah Jazz       | 11  | 2  | 29,6 | 43,6 | 33,3 | 73,3 | 3,9 | 2,5 | 0,5 | 0,1 | 12,9 |
| 2018     | Houston Rockets | 8   | 0  | 6,8  | 35,3 | 0,0  | -    | 1,3 | 0,4 | 0,0 | 0,1 | 1,5  |
| Carriera | Carriera        | 120 | 97 | 35,5 | 42,7 | 33,9 | 77,9 | 4,2 | 3,1 | 0,8 | 0,2 | 15,2 |

#### Massimi in carriera
- Punti: 42 vs. Golden State Warriors (7 Marzo 2006)[56]
- Assist: 17 vs. Milwaukee Bucks (13 marzo 2006)
- Rimbalzi: 12 (2 volte)
- Palle rubate: 6 vs. Phoenix Suns (25 gennaio 2009)
- Stoppate: 4 vs. Seattle SuperSonics (22 febbraio 2006)
- Minuti giocati: 57 vs. New York Knicks (15 marzo 2006)

## Palmarès
- NBA All-Rookie Second Team (2002)
- 7 volte NBA All-Star (2007, 2008, 2009, 2010, 2011, 2012, 2014)
- All-NBA Third Team (2010)
- Cinquantaquattresimo miglior marcatore di sempre sommando ABA e NBA
- Cinquantesimo miglior marcatore di sempre NBA